# Barisacho
Barisacho (gruzínsky ბარისახო) je největší vesnice a administrativní centrum jižní Chevsuretie, oblasti na severovýchodě Gruzie. Nachází se jižně od Hlavního kavkazského hřebenu na východním svahu hřebene Gudamakri v nadmořské výšce 1460 m, na pravém břehu řeky Chevsureti Aragvi.
Ve vesnici žije 153 obyvatel (2014).
Před Barisachem končí upravený povrch silnice ze Žinvali, dál pokračuje terénní cesta do Šatili. Dopravní spojení zajišťuje maršrutka do Tbilisi jezdící jednou za tři dny.